# Sântandrei (okręg Bihor)
Sântandrei – wieś w Rumunii, w okręgu Bihor, w gminie Sântandrei. W 2011 roku liczyła 4349 mieszkańców.